# Antonina Harłozińska-Szmyrka
Antonina Urszula Harłozińska-Szmyrka (ur. 7 maja 1939, zm. 21 maja 2015) – polska lekarka mikrobiolożka i immunoonkolożka, wykładowczyni akademicka.

## Życiorys
Absolwentka Uniwersytetu Łódzkiego. Doktorat uzyskała w 1969 r., a w 1978 r. habilitację. W latach 1962–1973 była kolejno asystentem, starszym asystentem i adiunktem w Zakładzie Onkologii Doświadczalnej Instytutu Immunologii i Terapii Doświadczalnej PAN we Wrocławiu. Od 1973 r. pracowała w Akademii Medycznej we Wrocławiu na stanowisku adiunkta, w latach 1978–1988 docenta, a od 1988 r. profesora nadzwyczajnego i zwyczajnego. 
W latach 1973–2008 kierowała Pracownią Immunologii Nowotworów, a później Zakładem Immunologii Nowotworów (1989–2000) oraz Katedrą i Zakładem Immunologii Klinicznej (2000–2008). W latach 1980–1984 była kierowniczką Studium Doktoranckiego, a w latach 1984–1987 i 1987–1990 była prodziekanem Wydziału Lekarskiego Akademii Medycznej we Wrocławiu. 
Odznaczona Krzyżem Komandorskim, Krzyżem Oficerskim i Krzyżem Kawalerskim Orderu Odrodzenia Polski, Złotym Krzyżem Zasługi, Medalem Komisji Edukacji Narodowej. 
Pochowana na Cmentarzu św. Wawrzyńca we Wrocławiu.

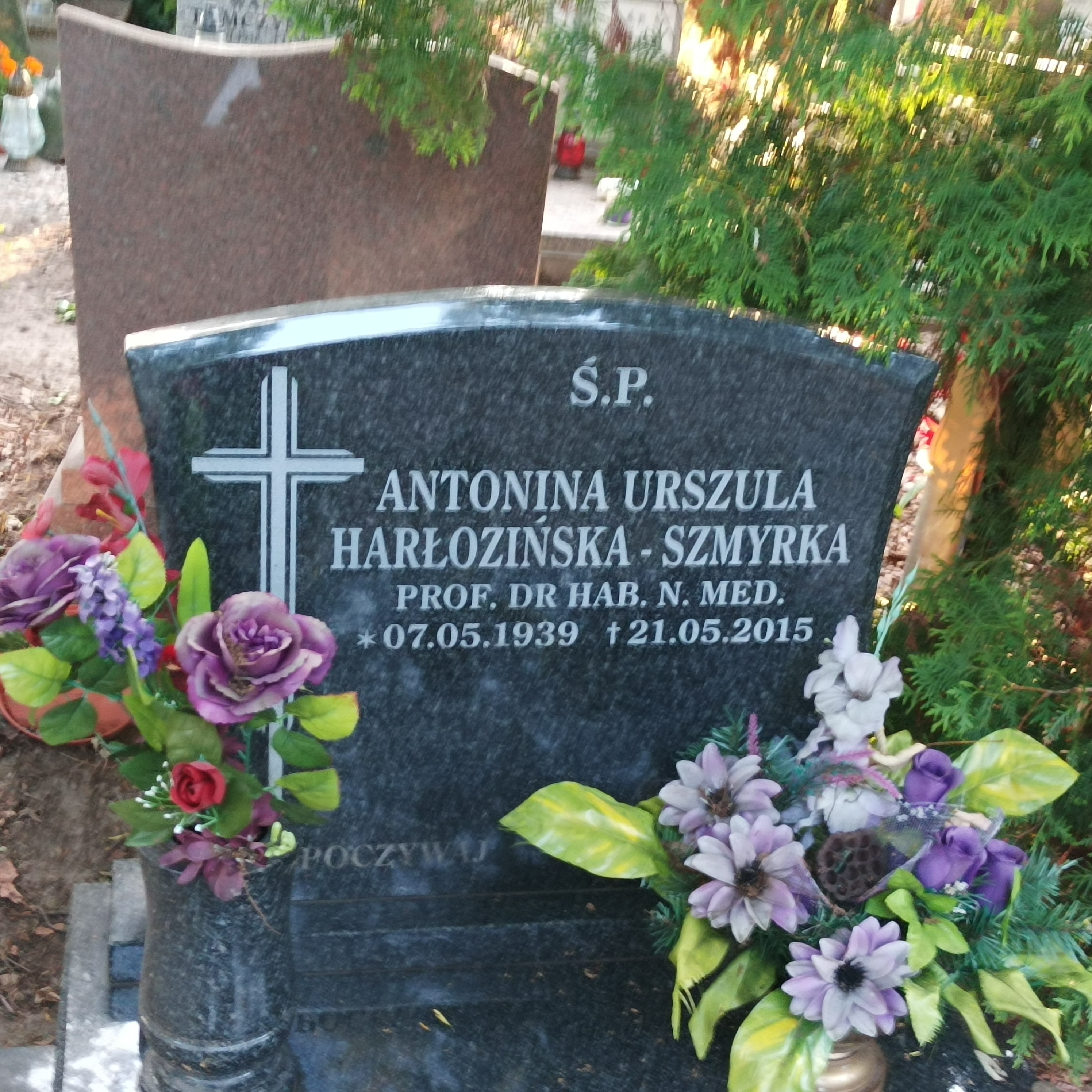
Grób prof. Antoniny Harłozińskiej-Szmyrki na cmentarzu św. Wawrzyńca we Wrocławiu